# Theodor Esser (Maler)

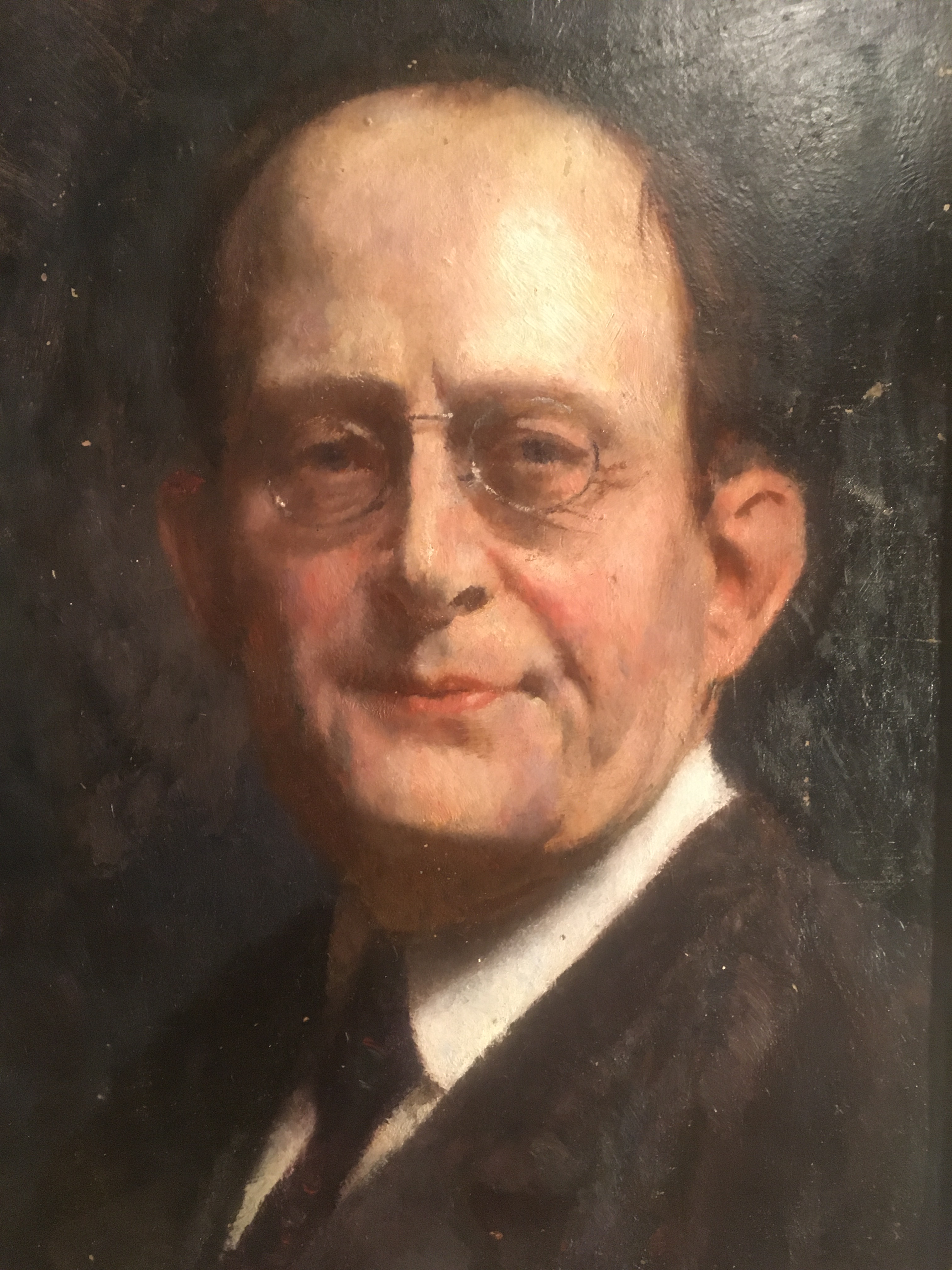
Theodor Esser: Selbstporträt, um 1920, Öl auf Leinwand, Sammlung Kreitmeier

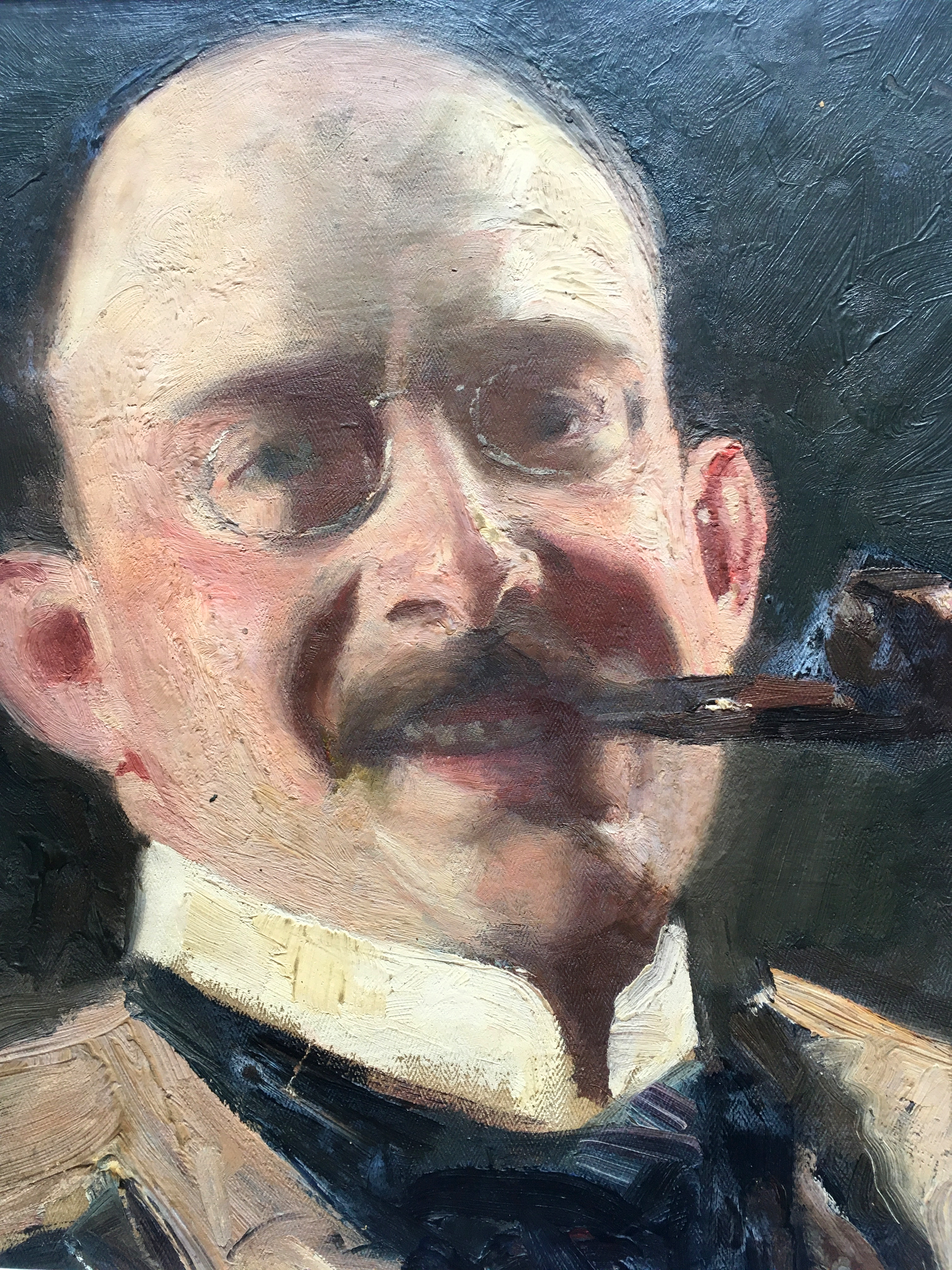
Theodor Esser: Selbstporträt, um 1895, Öl auf Leinwand, Sammlung Kreitmeier

Theodor Esser (* 30. Juli 1868 in Bonn; † 1937 in Karlsruhe) war ein deutscher Maler des Impressionismus.

## Leben
Theodor Esser studierte an der Staatlichen Akademie der Bildenden Künste in Karlsruhe unter Ferdinand Keller und war ab Anfang der 1890er Jahre in München tätig. 1892 erregte ein großformatiges Bild Streik der Hammerschmiede (verschollen) auf einer Karlsruher Ausstellung Aufsehen, nicht nur wegen des realistischen Stoffs, sondern wegen „guter Malerei“. Seitdem folgte Esser, besonders in München, den Spuren der modernen Kunst über die Pleinairmalerei zum Impressionismus. 1911 veranstaltete der Kunstverein München eine Einzelausstellung. 1914 veranstaltete der Leipziger Kunstsalon eine Kollektivausstellung, die einen Überblick über Essers Produktion seit 1893 ermöglichte. Esser stellte regelmäßig in der Münchener Secession aus und war des Öfteren in den Großen Kunstausstellungen von Berlin und Dresden vertreten.

## Ausstellungen
- 1914: Leipziger Kunstsalon. Kollektivausstellung.
- Seit 1890: Regelmäßige Ausstellung in der Münchner Sezession im Glaspalast.
- 1911: Einzelausstellung im Kunstverein München.
- 1913: Deutsche Kunstausstellung in Kassel.
- 1915: Große Berliner Kunstausstellung.